# Boczkó Dániel (politikus)
Zászkali és deménfalvi Boczkó Dániel (Szarvas, 1789. december 4. – Csabacsűd, 1870. szeptember 9.) földbirtokos, képviselő, kormánybiztos.

## Életpályája
Apja, id. Boczkó Dániel evangélikus püspök - aki a Liptó vármegyei Deménfaluról települt át Szarvasra - Tessedik Sámuel lelkésztársa volt. Testvérei Boczkó Sámuel Királyi táblai ügyvéd, Podmaniczky bárók ügyésze és Boczkó Károly, Szarvas  első, alkotmányosan választott országgyűlési képviselője (1828-32), orosházi kerület esküdtje (1832-40), Szarvas al-szolgabírája.
Iskoláit Szarvason (Mezőberényben), és Késmárkon végezte, Pozsonyban jogi tanulmányokat folytatott. 1816-ban jogi vizsgát tett és még abban az évben tiszti ügyésszé nevezték ki. Az 1830-as évektől táblabíró és az endrődi Stockhammer uradalom ügyvédje. Ezt követően Békéscsabán, később Szarvason az evangélikus egyház felügyelője volt. Nemesi származása, társadalmi rangja miatt a megye gazdag középnemesei közé sorolták. Vagyonának egy részét jótékony célokra fordította, több alapítványhoz is hozzájárult. 1825-ben a Békés vármegyei szabadelvű ellenzék tagjaként kezdte politikai szereplését. Az 1830-as és 1840-es években megyei és országos mozgalmakban is részt vett. Mint táblabíró 1845-ben fellépett az örökváltsági szerződés megkötése ellen. 1848-ban az orosházi kerületben országgyűlési képviselőnek választották. Az Ausztriától független külképviseletek létrehozását javasolta, valamint Pest megsegítésére adományokat ajánlott fel.
Előbb Békés, majd Arad vármegye kormánybiztosává nevezték ki. Ezt a tisztségét Kossuth Lajos Krassó, Zaránd, Hunyad, Temes és Torontál vármegyékre is kiterjesztette. Boczkó nevét a február 8-i aradi csata tette ismertté. Kossuth kinevezte Erdély teljhatalmú kormánybiztosává. Az 1848–49-es forradalom és szabadságharc utolsó heteiben erélyes intézkedéseket hozott a rend fenntartása érdekében. Korlátozta a céhek jogait, kimondta az iparszabadságot. Az utolsó aradi országgyűlésen még részt vett. A szabadságharc bukása után a körözöttek listájára került, majd 1850. október 23-án halálra ítélték. 
Halálos ítéletének részlete: "Inquisit Daniel Boczko solle wegen Theilname an dem Verbrechen des Hochverrats, nebst Verfall seines gesamten Vermögens zum Ersatz für den durch die Rebellien verursachten Schaden mit dem Tode durch den Straug bestraft werden." - "Boczkó Dániel vádlott, legyen a hazaárulás bűntettében való részvételéért, a lázadás okozta károk kiegyenlítése érdekében, teljes vagyonelkobzás mellett, akasztás általi halállal büntetve."

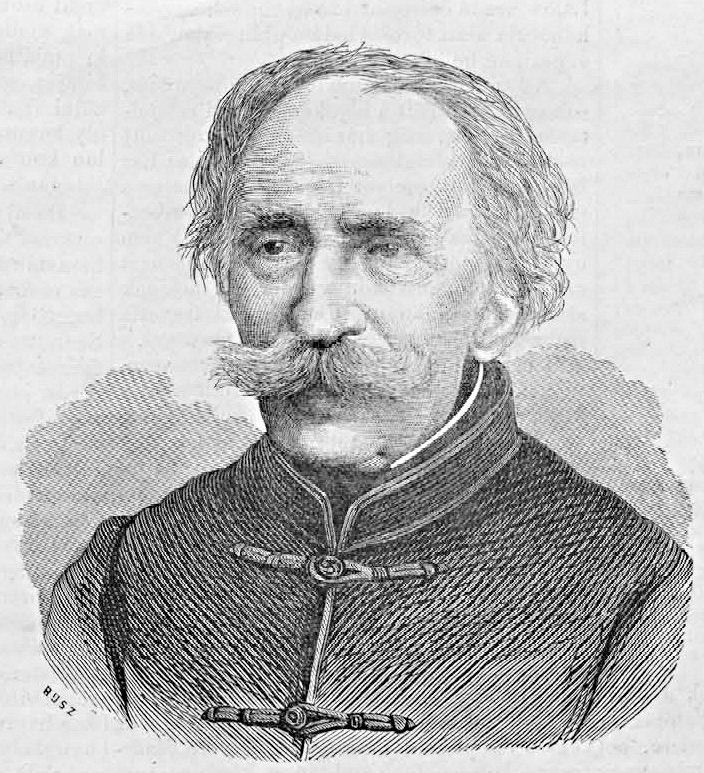

I. Ferenc József császár, azonban 10 évi várfogságra változtatta az ítéletet, meghagyva a vagyonelkobzást. A büntetés helyéül a kufsteini börtönt jelölték ki, ahonnan 1853-ban átszállították Olmützbe.
1856 decemberében, 67 éves korában szabadult ki. Visszakapta megmaradt vagyonát, és visszavonult birtokára. A Bach-korszakban semmilyen hivatalt nem vállalt. A Bach-korszak bukása után ismét részt vett a közéletben: az 1861-i és az 1865-68-i országgyűléseken Békéscsaba képviselője, a Határozati Párt tagja, az ülés korelnöke volt. 1868-ban lemondott képviselőségéről, ennek ellenére 1869-ben ismét megválasztották. 1870. szeptember 9-én, csabacsűdi birtokán 81 éves korában meghalt. Hamvai a Fiumei úti sírkert 302-es számú kriptájában nyugszanak. 1911-ben Békéscsabán utcát neveztek el tiszteletére, amely 1962-ig viselte nevét.

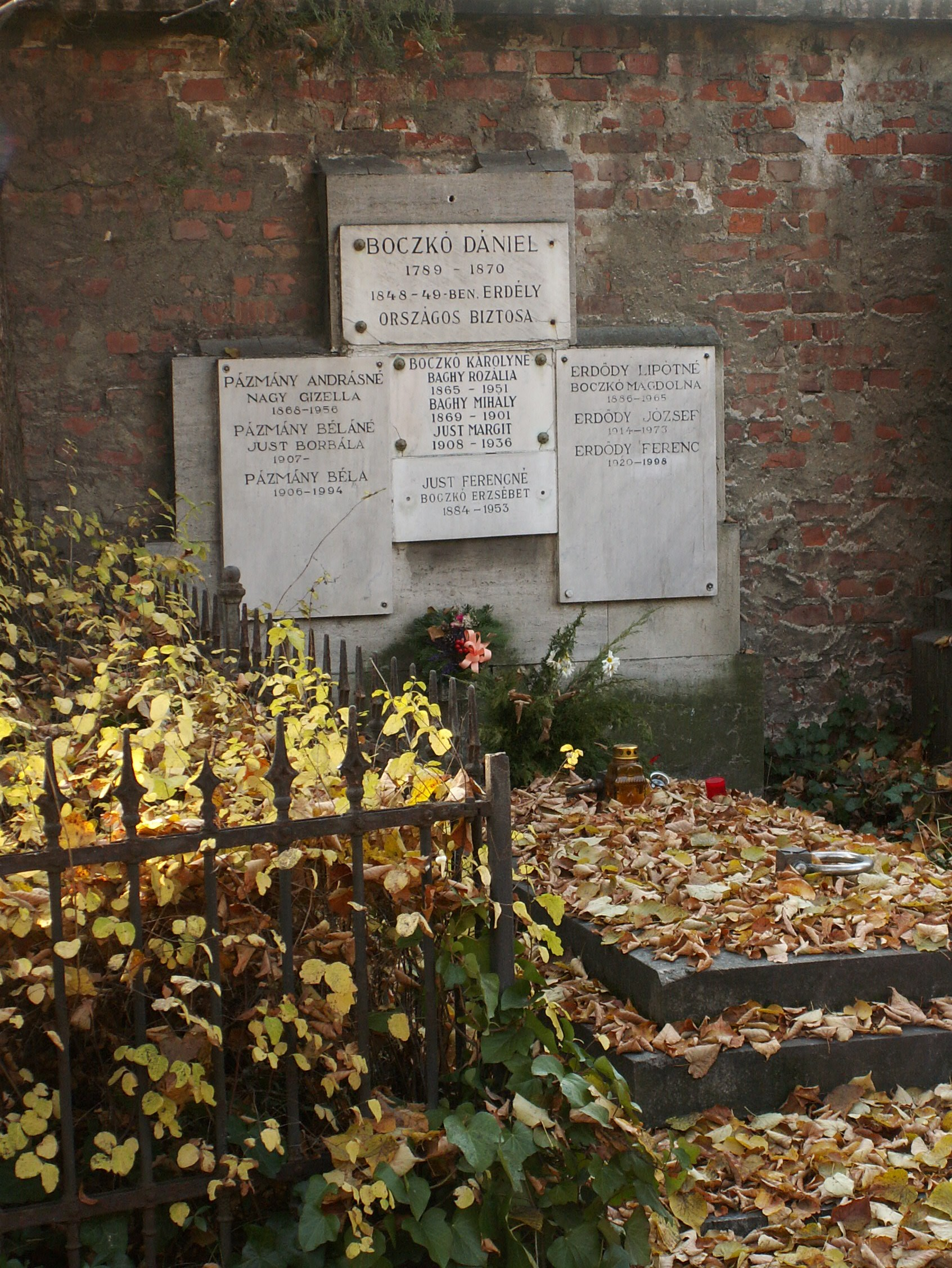
Sírja a Fiumei úti sírkertben